# ジョナサン・プライス
ジョナサン・プライス（Jonathan Pryce, 1947年6月1日 - ）は、イギリス・ウェールズ出身の俳優。

## 来歴
美術教師を志望しながらも演劇に身を入れ、ロンドンの王立演劇学校（RADA）で奨学生として舞台デビューした。『ハムレット』など得意演目を広げ、演出の面でも才能を発揮しはじめた。
1977年にブロードウェイに進出、トニー賞はじめ各賞を総なめにするなど注目される存在になった。1976年『さすらいの航海』で映画デビューした。TVにも活躍の場を広げる。1985年『未来世紀ブラジル』に主演、ロバート・デ・ニーロを向こうに回し、その芸術的な台詞回しと個性的な風貌は日本でも話題になった。この作品で監督を担当したテリー・ギリアム作品にしばしば起用される。
1989年、ロンドンウェスト・エンド初演の『ミスサイゴン』において狂言回しながら主役といえるエンジニア役を演じ、同作品の1991年ブロードウェイ公演においても同役で出演、絶賛を浴び、同年のトニー賞ミュージカル主演男優賞を受賞する。
1995年、『恋の選択』、『キャリントン』 を経て、翌年の大ヒットミュージカル映画『エビータ』 では、マドンナ演じるエヴァ・ペロンの夫のアルゼンチン大統領フアン・ペロン役を演じ、甘い低音の歌声を披露した。1997年に公開された007シリーズ第18作『007 トゥモロー・ネバ―・ダイ』ではエリオット・カーヴァー役として出演。破壊工作と情報操作でイギリス・中国間に戦争を勃発させることで莫大な利益を得ようと目論み、ピアース・ブロスナン演じるジェームズ・ボンドと対決するメディア王を演じた。その後も順調に活躍し、大作映画の貴重な脇の顔として親しまれている。
2009年には大英帝国勲章コマンダー（CBE）を授与された。
2019年、『2人のローマ教皇』で主演を務め、人生で初となるアカデミー主演男優賞ノミネートを得た。

## 主な出演作品

### 映画およびテレビ
| 公開年    | 邦題 原題                                                                                            | 役名                             | 備考                              |
| --------- | --- | -------------------------------- | --------------------------------- |
| 1976      | さすらいの航海 Voyage of the Damned                                                                  | ジョセフ                         |                                   |
| 1980      | 奇跡の生涯/イエス・キリスト The Day Christ Died                                                      | ヘロデ                           | テレビ映画                        |
| 1980      | ブレイキング・グラス Breaking Glass                                                                  | ケン                             |                                   |
| 1981      | マーチン・シーン/アルバート・フィニーの 大強奪 Loophole                                              | テイラー                         |                                   |
| 1981      | アテネのタイモン Timon of Athens                                                                     | タイモン                         | テレビ映画                        |
| 1983      | 何かが道をやってくる Something Wicked This Way Comes                                                 | ミスター・ダーク                 |                                   |
| 1983      | かまきり Praying Mantis                                                                              | クリスチャン                     | テレビ映画                        |
| 1985      | 未来世紀ブラジル Brazil                                                                              | サム・ラウリー                   |                                   |
| 1985      | 贖われた７ポンドの死体 The Doctor and the Devils                                                     | ロバート・ファロン               |                                   |
| 1986      | 呪われたハネムーン Haunted Honeymoon                                                                 | チャールズ                       |                                   |
| 1986      | ジャンピン・ジャック・フラッシュ Jumpin' Jack Flash                                                  | ジャック                         |                                   |
| 1987      | 燃える男 Man on Fire                                                                                 | マイケル                         |                                   |
| 1989      | バロン The Adventures of Baron Munchausen                                                            | ホレィシオ・ジャクソン           |                                   |
| 1989      | レイチェル・ペーパー The Rachel Papers                                                               | ノーマン                         |                                   |
| 1992      | 摩天楼を夢みて Glengarry Glen Ross                                                                   | ジェームズ・リンク               |                                   |
| 1993      | 企業買収/250億ドルの賭け Barbarians at the Gate                                                      | ヘンリー・クラヴィス             | テレビ映画                        |
| 1993      | ショッピング Shopping                                                                                | コンウェイ                       |                                   |
| 1994      | 恋の選択 A Business Affair                                                                           | アレック・ボルトン               |                                   |
| 1995      | キャリントン Carrington                                                                              | リットン・ストレイチー           | カンヌ国際映画祭男優賞 受賞       |
| 1996      | エビータ Evita                                                                                       | ホアン・ペロン                   |                                   |
| 1997      | 007 トゥモロー・ネバー・ダイ Tomorrow Never Dies                                                     | エリオット・カーヴァー           |                                   |
| 1998      | RONIN Ronin                                                                                          | シーマス・オルーク               |                                   |
| 1999      | スティグマータ/聖痕 Stigmata                                                                         | ダニエル・ハウスマン             |                                   |
| 2000      | ベリー・アニー・メアリー Very Annie Mary                                                             | ジャック                         |                                   |
| 2001      | マリー・アントワネットの首飾り The Affair of the Necklace                                            | ロアン枢機卿                     |                                   |
| 2002      | 夢見る頃を過ぎても Unconditional Love                                                                | ヴィクター・フォックス           |                                   |
| 2003      | ロイヤル・セブンティーン What a Girl Wants                                                           | アリスター・ペイン               |                                   |
| 2003      | パイレーツ・オブ・カリビアン/呪われた海賊たち Pirates of the Caribbean: The Curse of the Black Pearl | ウェザビー・スワン総督           |                                   |
| 2004      | 五線譜のラブレター De-Lovely                                                                         | ゲイブ                           |                                   |
| 2005      | ブラザーズ・グリム The Brothers Grimm                                                                | ドゥラトンブ                     |                                   |
| 2005      | ブラザーズ・オブ・ザ・ヘッド Brothers of the Head                                                    | ヘンリー・クーリング             |                                   |
| 2005      | ニュー・ワールド The New World                                                                       | ジェームズ1世                    |                                   |
| 2006      | ルネッサンス Renaissance                                                                             | ポール・ダレンバック             | アニメ、声の出演                  |
| 2006      | パイレーツ・オブ・カリビアン/デッドマンズ・チェスト Pirates of the Caribbean: Dead Man's Chest       | ウェザビー・スワン総督           |                                   |
| 2007      | パイレーツ・オブ・カリビアン/ワールド・エンド Pirates of the Caribbean: At Worlds End                | ウェザビー・スワン総督           |                                   |
| 2008      | かけひきは、恋のはじまり Leatherheads                                                                | C.C. フレイジャー                |                                   |
| 2008      | ベッドタイム・ストーリー Bedtime Stories                                                             | マーティ・ブロンソン             |                                   |
| 2009      | エネミーオブUSA Echelon Conspiracy                                                                   | Mueller                          |                                   |
| 2009      | G.I.ジョー G.I. Joe: The Rise of Cobra                                                               | 合衆国大統領                     |                                   |
| 2011      | ヒステリア Hysteria                                                                                  | ロバート・ダーリンプル           |                                   |
| 2012      | ダーク・ブラッド Dark Blood                                                                          | ハリー                           | ※1993年に制作し、一時中断         |
| 2013      | G.I.ジョー バック2リベンジ G.I. Joe: Retaliation                                                     | 合衆国大統領                     |                                   |
| 2015      | ゲーム・オブ・スローンズ Game of Thrones                                                             | ハイ・スパロウ                   | TVシリーズ シーズン5              |
| 2015      | ウルフ・ホール Wolf Hall                                                                             | トマス・ウルジー                 | TVミニシリーズ                    |
| 2015      | 黄金のアデーレ 名画の帰還 Woman in Gold                                                              | ウィリアム・レンキスト           |                                   |
| 2015-2016 | ゲーム・オブ・スローンズ Game of Thrones                                                             | ハイ・スパロウ                   | TVシリーズ シーズン6              |
| 2017      | Taboo                                                                                                |                                  | TVシリーズ                        |
| 2017      | Merry Christmas! 〜ロンドンに奇跡を起こした男〜 The Man Who Invented Christmas                       | ディケンズの父                   |                                   |
| 2017      | 天才作家の妻 40年目の真実 The Wife                                                                   | ジョゼフ・キャッスルマン         |                                   |
| 2018      | テリー・ギリアムのドン・キホーテ The Man Who Killed Don Quixote                                      | ドン・キホーテ                   |                                   |
| 2019      | 2人のローマ教皇 The Two Popes                                                                        | ホルヘ・マリオ・ベルゴリオ枢機卿 | アカデミー主演男優賞ノミネート    |
| 2020      | ザ・ループ TALES FROM THE LOOP Tales from the Loop                                                   | ラス                             | テレビシリーズ                    |
| 2022-2023 | ザ・クラウン The Crown                                                                               | エディンバラ公フィリップ         | Netflixドラマシリーズ             |
| 2022-     | 窓際のスパイ Slow Horses                                                                             | デイヴィッド・カートライト       | Apple TV+オリジナルドラマシリーズ |
| 2023      | ONE LIFE 奇跡が繋いだ6000の命 One Life                                                               | マーティン・ブレイク             |                                   |

### CM
- インフィニティ（1990年代、アメリカ国内のみ）

## 参照
1. ↑  "Jonathan Pryce". BBC.co.uk. Retrieved 28 October 2007.
2. ↑  "Jonathan Pryce Biography". Tribute.ca. Retrieved 28 October 2007.
3. ↑  (16 August 2002). "I always wanted to be a pop star...". The Guardian. Retrieved 9 December 2007.
4. ↑  "No. 59090". The London Gazette (Supplement) (英語). 13 June 2009. p. 8.